# Miriam Toews
Miriam Toews (Steinbach, Manitoba, Kanada, 1964.), kanadska spisateljica i novinarka. Odrasla je u menonitskoj zajednici.
Čim je završila srednju školu, napustila je svoju zajednicu i odselila u Montreal. Završila je novinarstvo a potom se upustila u pisanje knjiženvih djela.

## Djela prevedena na hrvatski jezik
- Komplicirana dobrota, 2014 (A Complicated Kindness), ISBN 978-953-303-746-2; prijevod: Duška Gerić Koren[1][2]

## Djela
- Summer of My Amazing Luck, 1996
- A Boy of Good Breeding, 1998
- Swing Low: A Life (non-fiction), 2000
- A Complicated Kindness, 2004
- The Flying Troutmans, 2008
- Irma Voth, 2011
- All My Puny Sorrows, 2014

## Nagrade
- 1996 John Hirsch Award za Summer of My Amazing Luck
- 1998 McNally Robinson Book of the Year Award za A Boy of Good Breeding
- 2000 McNally Robinson Book of the Year Award za Swing Low: A Life
- 2004 Governor General's Award za A Complicated Kindness
- 2004 McNally Robinson Book of the Year Award za A Complicated Kindness
- 2005 Canadian Booksellers Association Libris Award for Fiction Book of the Year za A Complicated Kindness
- 2006 International IMPAC Dublin Literary Award (longlist) za A Complicated Kindness
- 2006 Winner CBC Canada Reads 2006 za A Complicated Kindness
- 2007 Ariel Award, Best Actress nomination za Luz Silenciosa"
- 2008 Rogers Writers' Trust Fiction Prize za The Flying Troutmans
- 2009 Orange Prize for Fiction (longlist) za The Flying Troutmans
- 2010 Writers Trust Engel/Findley Award
- 2012 Canadian Authors Association Award for Fiction finalist za Irma Voth
- 2013 Order of Manitoba